# Pontes longi

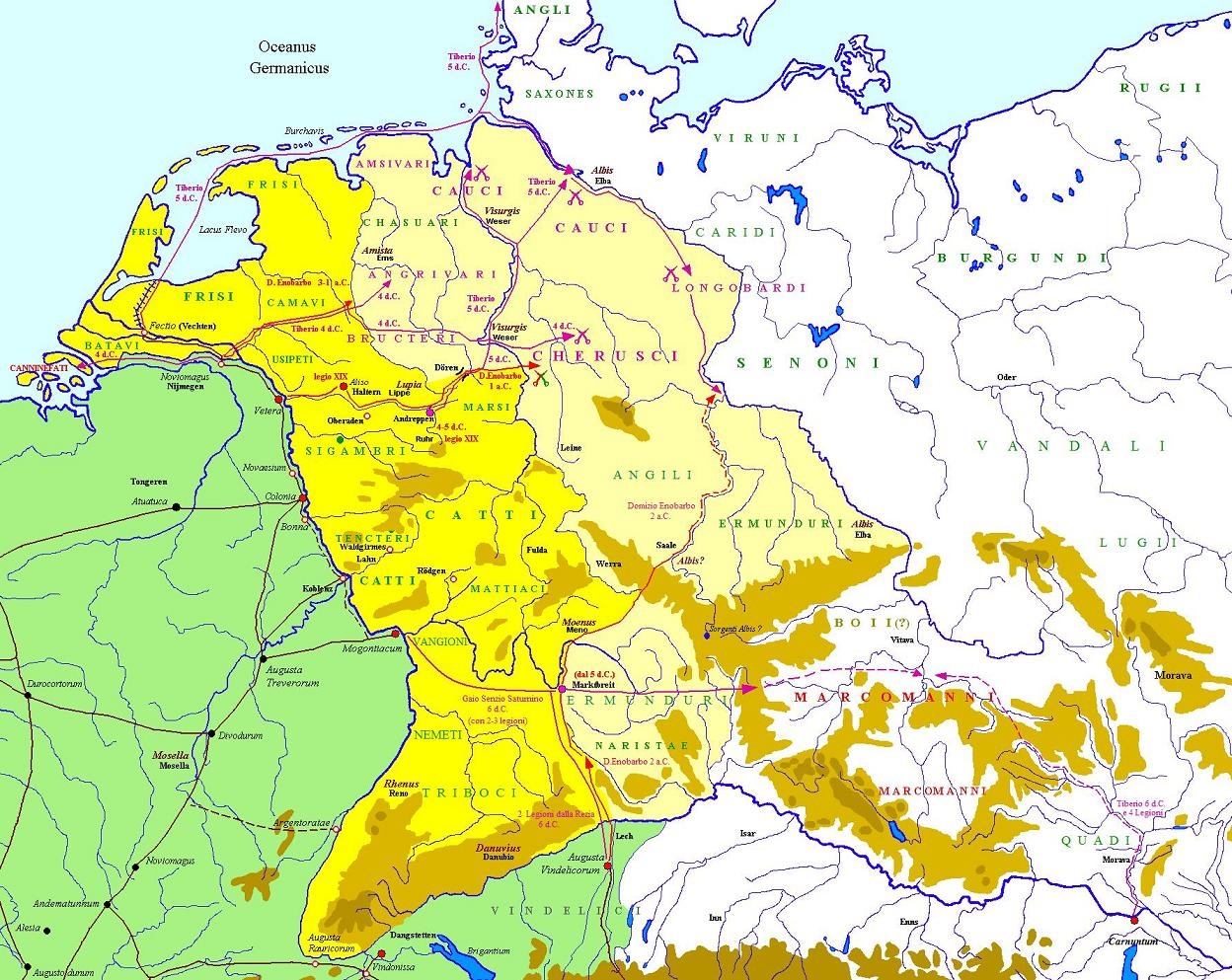
I pontes longi furono costruiti nel corso dell'occupazione romana della Germania sotto Augusto, dall'allora governatore di provincia, Domizio Enobarbo negli anni 3-1 a.C., tra i fiumi Reno e Weser.

I pontes longi erano delle strade in legno costruite dai Romani su terreni paludosi o acquitrinosi, famose soprattutto per essere state impiegate nel corso dell'occupazione romana della Germania sotto Augusto. Questo genere di strade sembra esistessero già nel nord della Germania fin dal VII secolo a.C.. I Romani appresero queste tecniche dalle genti celto-germaniche del nord-europa e le utilizzarono per la conquista della Germania Magna.

## Metodo di costruzione
Di questo genere di costruzioni esistono resti archeologici nella Germania del Nord, datati sin dal VII secolo a.C., alcuni secoli prima che queste terre fossero invase dai Romani: vedasi il sito di Ockenhausen vicino a Leer, dove sono stati scoperti i resti di una strada rialzata sopra una palude, della lunghezza di circa un chilometro, composta da ben 13.000 assi di quercia. Le prime tecniche di base sembrano appartenere, pertanto, all'esperienza palafitticola e terramaricola, antecendenti all'invasione romana della Germania Magna. Si tratterebbe di costruzioni risalenti addirittura del IV millennio a.C.
I Romani inizialmente utilizzarono un sistema di sopraelevazione delle strade rispetto al terreno in Italia. La prima operazione consisteva nel segnare il percorso da realizzare con dei piloni, successivamente lo spazio fra di essi era riempito con grandi quantità di pietre, innalzando il livello stradale fino a 2 metri sopra la palude.
Nelle province il metodo di costruzione differiva lievemente in quanto nel corso della prima fase di conquista le costruzioni dovevano essere sia stabili che rapide da realizzare, per meglio penetrare nei territori di recente acquisizione: In questo caso i piloni e l'intera struttura erano fatti con tronchi d'albero: i cosiddetti pontes longi.

## Storia
Famosi furono quelli costruiti in Germania ai tempi di Augusto, tra i fiumi Reno, Ems e Weser (che alcuni studiosi moderni identificano tra Münster e Coesfeld, altri tra Münster e la fortezza legionaria di Haltern, a 45 km sud-ovest di Münster). Si racconta che il generale Domizio Enobarbo ne costruì durante il suo mandato come governatore della nuova provincia attorno al 3 / 1 a.C. Furono utilizzati nel corso delle successive campagne militari di Germanico degli anni 15 e 16 come ci racconta lo storico Tacito, nei pressi dei quali Aulo Cecina Severo per poco scampò ad un terribile disastro delle proporzioni della clades variana.

### Fonti primarie
- Cassio Dione, Storia romana, libri LIII-LIX.
- Tacito, Annales, I.

### Fonti secondarie
- Cambridge Ancient History, L'impero romano da Augusto agli Antonini, Milano 1975.
- Carroll, Maureen, Romans, Celts & Germans: the german provinces of Rome, Gloucestershire & Charleston 2001.
- W.Schetter & O.Zwierlein, Kaiserzeit und Spätantike: kleine Schriften 1957-1992, Stuttgart 1994, pp. 135–136.
- Syme, Ronald, Some notes on the legions under Augustus, "JRS" 1923.
- Wells, C.M., The german policy of Augustus, Oxford University Press, 1972, ISBN 0-19-813162-3.
- Wells, Peter, La battaglia che fermò l'impero romano: la disfatta di Q.Varo nella Selva di Teutoburgo, Milano 2004, ISBN 88-428-0996-9.